# Eumenes comberi
Eumenes comberi är en stekelart som beskrevs av Dover 1925. Eumenes comberi ingår i släktet krukmakargetingar, och familjen Eumenidae. Inga underarter finns listade i Catalogue of Life.